# Philémon De Meersman
Pour les articles homonymes, voir Meersman et Meerman.
Philémon De Meersman, né le 15 novembre 1914 à Zellik et mort le 2 avril 2005 à Dilbeek, est un coureur cycliste belge. Il est professionnel de 1936 à 1939.

## Palmarès
- 1934
  - Champion du Hainaut indépendants
- 1935
  - Gand-Ypres
  - Lille-Bruxelles-Lille
- 1936
  - Flèche wallonne
  - Paris-Angers
  - 2e de Namur-Deurne
- 1937
  - 3e du G.P de la Somme
- 1939
  - 7e étape du Tour du Nord
  - 3e de Bruxelles-Ans
  - 3e de Bruxelles-Liège